# Jerseyjska funta
Jerseyjska funta je valuta i sredstvo plaćanja na Jerseyju. Označava se simbolom £, a dijeli se na 100 penija. Ova valuta nije nezavisna već je, slično Škotskoj funti, samo lokalni oblik britanske funte. Paritet s britanskom funtom je 1:1. S obzirom na to da nije nezavisna valuta, nema ni međunarodni kod, ali se može koristiti JEP.
Jerseyjsku funtu izdaje državna blagajna (Treasury and Resources Department). 
Papirne novčanice se izdaju u apoenima od 1, 5, 10, 20 i 50 funti, a kovani novac u apoenima od 1, 2, 5, 10, 20 i 50 penija kao i 1 i 2 funte.